# CR-Baureihe DF7G
Die DF7G ist eine chinesische Diesellokomotive. Sie wird vorwiegend als Rangier-, aber auch als Reisezuglokomotive verwendet.

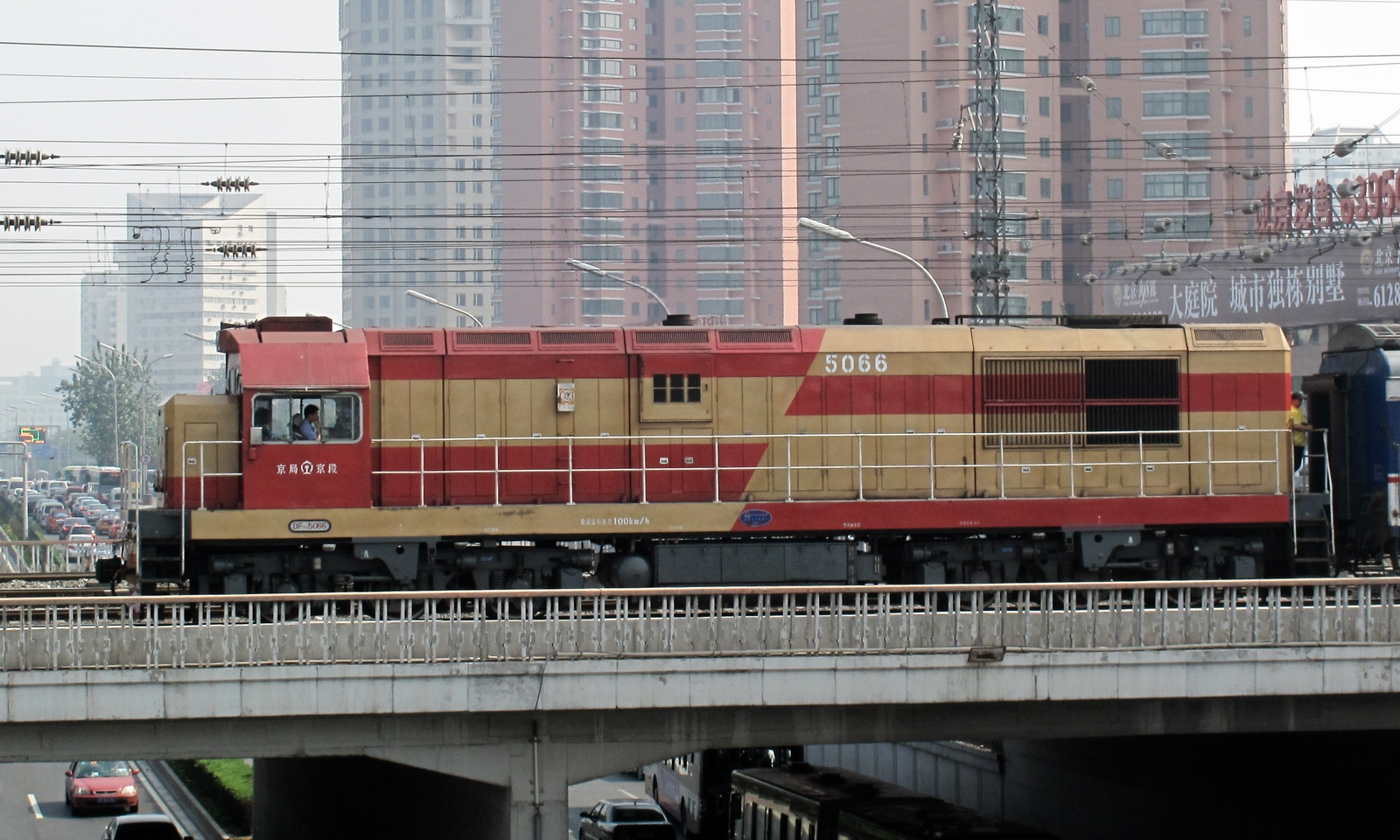
DF7G auf der Lianhua-Brücke, Peking

## Übersicht

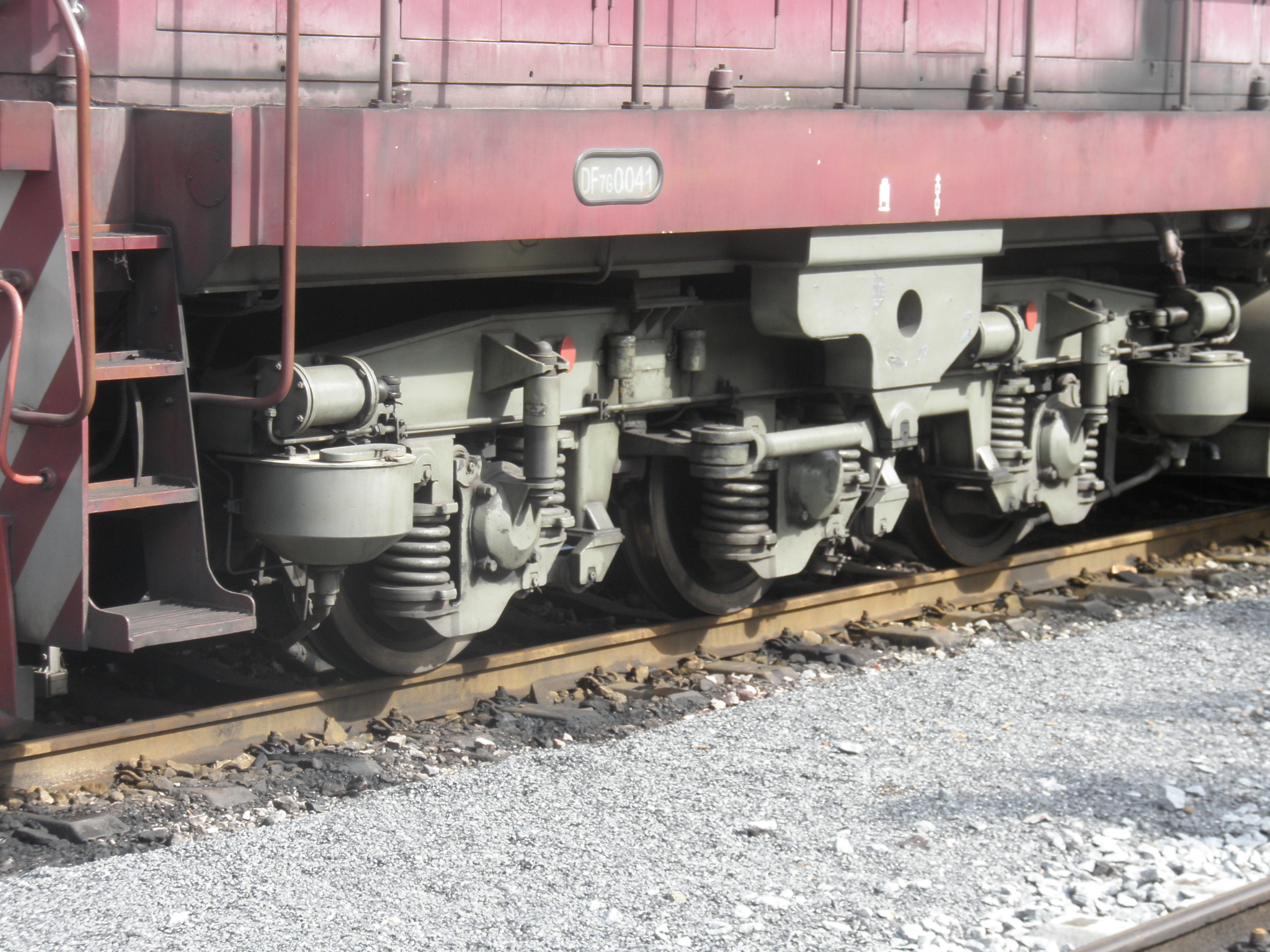
Drehgestell

|                            | Standardtyp             | Standardtyp                | Typ Lhasa-Bahn                                | Typ Hafen                  |
| -------------------------- | ----------------------- | -------------------------- | --------------------------------------------- | -------------------------- |
| Nummer                     | 0001～0098              | 5001～5241                 | 8001～8003                                    | 9001～9004                 |
| Hersteller                 | Qingdao Sifang Qishuyan | Lokomotivfabrik 7. Februar | Lokomotivfabrik 7. Februar                    | Lokomotivfabrik 7. Februar |
| Stückzahl                  | 98                      | 241                        | 3                                             | 4                          |
| Produktionsjahr            | 2002–                   | 2003–                      | 2006                                          | 2006                       |
| Achsformel                 | Co'Co'                  | Co'Co'                     | Co'Co'                                        | Co'Co'                     |
| Motor                      | 12V240ZJ                | 12V240ZJ6F                 | EQ16V240ZJB                                   | 12V240ZJ6F                 |
| Installierte Leistung (kW) | 2200                    | 2000                       | 2940                                          | 2000                       |
| Traktionsleistung (kW)     | 2000                    | 1840                       | 2200 (auf 2200–3000 m) 2000 (auf 3000–4600 m) | 1840                       |
| Dauerleistung              | 1610                    | 1500                       | 1760 (auf 2200–3000 m) 1600 (auf 3000–4600 m) | 1500                       |
| Maximalgeschwindigkeit     | 100                     | 100                        | 100                                           | 100                        |
| Anfahrzugkraft (kN)        | 435                     | 435                        | 438                                           | 435                        |
| Dauerzugkraft (kN)         | 324                     | 317                        | 295                                           | 317                        |
| Generator                  | JF208A                  | JF208A                     | JF208E                                        | JF208A                     |
| Fahrmotor                  | ZQDR-410, ZD124, ZD109J | ZD109J, ZD124, ZD109BG     | ZD125B                                        | ZD109J                     |
| Leergewicht (t)            | 138                     | 138                        | 138                                           | 138                        |
| Achslast (t)               | 23                      | 23                         | 23                                            | 23                         |
| Mindestkurvenradius (m)    | 138                     | 100                        | 100                                           | 100                        |
| Abstand (mm)               | 2 × 1800                | 2 × 1800                   | 2 × 1800                                      | 2 × 1800                   |
| Gesamtlänge (mm)           | 18,400                  | 18,980                     | 18,980                                        | 18,980                     |
| Gesamtbreite (mm)          | 3,285                   | 3,310                      | 3,310                                         | 3,310                      |
| Fahrzeughöhe (mm)          | 4,648                   | 4,763                      | 4,763                                         | 4,763                      |
| Tankinhalt (l)             | 6.500                   | 6.000                      | 6.000                                         | 6.000                      |

## Export

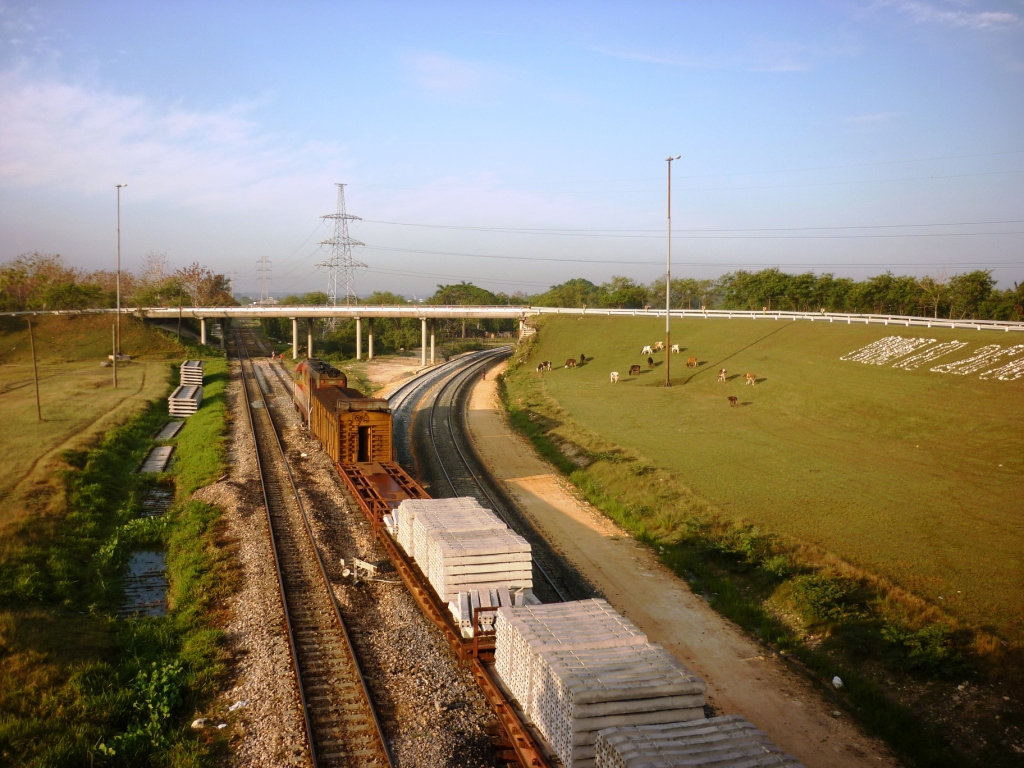
DF7G-C auf Kuba

- DF7G-C:  Kuba (Ferrocarriles de Cuba) – 82 Stück
- DF7G-M R208:  Mongolei
- DF7G-E:  Estland (Eesti Raudtee) (ein Auftrag über 16 Stück wurde mangels Typgenehmigung storniert)